# Ford F-650
 (septembre 2022).
Les Ford F-650/F-750 Super Duty sont des camions de transport moyen tonnage produits par Ford Motor Company en coentreprise avec Navistar International. Ils ont été lancés par Ford en 2000, remplaçant la précédente génération de camions F-600, F-700 et F-800 lancée en 1980. Ils sont conçus principalement pour un usage comme camions utilitaires de remorquage, transport lourd, dans les applications de construction et visent principalement les entreprises et municipalités. Ils sont principalement des camions de classe 6/7 mais le modèle F-750 de 2011 a grimpé en classe 8 avec un PTAC de plus de 17 tonnes, atteint grâce à des mises à niveau du cadre et du châssis.
Les F-650 et F-750 sont fabriqués au Mexique par une coentreprise entre Ford et Navistar International dénommée Blue Diamond Truck Company LLC. Avec l'abandon par Ford de l'Econoline en 2014, Ford a annoncé que la production du F-650 sera transférée du Mexique à leur usine d'assemblage d'Avon Lake (Ohio), qui jusque-là construisait l'Econoline.

## Première génération (1948-1952)
Pour l'année modèle 1948, Ford a présenté le Ford F-Series en tant que plate-forme dédiée au pick-up. En plus du remplacement des camions introduits avant la Seconde Guerre mondiale, le F-Series a élargi la gamme des camions Ford en plusieurs gammes de produits. Comme les pick-ups légers, la gamme moyenne a été insérée sous les camions commerciaux "Extra Heavy-Duty"/"Big Job".
Le F-Series à poids moyen a été commercialisé en tant que F-5 de 1½ tonne et F-6 de 2 tonnes, dans les configurations conventionnelles et cabine sur moteur. Les F-5 et F-6 ont également servi de base au châssis de bus du B-Series ; principalement produit en tant qu'autobus scolaires, le B-Series avait un châssis nu depuis l'arrière du pare-feu.
Partagé avec le F-Series léger, le F-5 était propulsé par un 6 cylindres en ligne de 226 pouces cubes avec un V8 de 239 pouces cubes en option. Pour l'année modèle 1951, le F-Series à poids moyen a reçu un lifting, y compris une nouvelle calandre. Jusqu'en 1951, un 6 cylindres en ligne de 254 pouces cubes était en option pour le F-6; en 1952, le moteur 226 a été remplacé par un 6 cylindres en ligne de 215 pouces cubes.

## Deuxième génération (1953-1956)
Coïncidant avec le cinquantième anniversaire de la Ford Motor Company, la deuxième génération de F-Series est sortie en 1953. Parallèlement à la refonte du véhicule, la nomenclature du modèle a subi une révision, les F-5 et F-6 devenant respectivement les F-500 et F-600. La gamme à usage moyen a conservé à la fois les configurations de cabine conventionnelle et de cabine sur moteur, en tant que tracteur, camion porteur ou châssis de bus.
En 1956, les camions F-Series à poids moyens ont partagé la refonte de la cabine des pick-ups légers, y compris un pare-brise enveloppant et des montants A verticaux.
En 1954, Ford a mis fin à la production du V8 Flathead de longue date, le remplaçant par un V8 Y-Block de 239 pouces cubes; le 6 cylindres en ligne de 215 pouces cubes a été étendu à 223 pouces cubes. En 1956, le V8 a été étendu à 272 pouces cubes.

## Troisième génération (1957-1960)
Le F-Series de troisième génération a été lancé en 1957, introduisant plusieurs caractéristiques de conception adoptées par la gamme de modèles pendant plus de deux décennies. Sur toutes les versions du F-Series, le capot a reçu une conception à clapet; les ailes n'étaient plus séparées de la cabine. À la suite de la légalisation des quadruples phares en 1958, la calandre a été redessinée, éliminant essentiellement son espace entre le capot et le pare-chocs.
Dans un autre changement, le F-Series COE a été remplacé par le C-Series, une conception à cabine inclinable offrant une meilleure sortie de la cabine et un meilleur accès au moteur; une seule génération a été produite jusqu'en 1990.
Un six cylindres en ligne de 223 pouces cubes était proposé en tant que moteur standard. Le moteur Y-Block de Ford a été repris de la génération précédente, étendu à 292 pouces cubes en 1958.

## Quatrième génération (1961-1966)
La quatrième génération de F-Series a vu les camions moyens adopter la cabine plus grande et plus large introduite par les pick-ups. Au lieu de partager les transmissions avec les pick-ups plus légers de Ford, les camions à poids moyen de Ford étaient équipés de moteurs six cylindres et V8 spécifiquement développés pour une utilisation par des camions. La gamme de modèles a été élargie, le F-700/750 étant passé de la gamme lourde à la gamme moyenne.
La quatrième génération a marqué la dernière génération où les camions à poids moyen partageaient la carrosserie avec le Ford F-Series léger. En 1961, les camions F-800 et supérieurs ont reçu leur propre carénage (avec une calandre à fentes centrale).
Une version Mercury de ce camion était également offerte au Canada.

## Cinquième génération (1967-1979)
Le F-Series de cinquième génération a été introduit pour l'année modèle 1967, Ford divergeant la conception de ses F-Series légers et moyens. Pour rationaliser les coûts de production, les camions moyens (et les châssis de bus) ont conservé la cabine et le capot des pick-ups légers. À la place de la suspension Twin I-Beam, un essieu avant solide a été conservé; des ailes avant redessinées pour accueillir une voie avant plus large (et des roues plus grandes) ont été utilisées. Le carénage avant était largement dérivé du F-Series de quatrième génération à usage intensif, adoptant une calandre sur toute la largeur entre les phares.
En 1968, un moteur diesel V8 de Caterpillar a été introduit, devenant ainsi le premier camion conventionnel de moyenne cylindrée de Ford à proposer un moteur diesel. Pour distinguer les versions diesel, Ford a ajouté un "0" supplémentaire à la désignation du modèle, introduisant les F-6000 et F-7000.
En 1970, Ford a introduit la gamme de camions conventionnels L-Series. C'est le premier camion conventionnel de catégorie 8 non dérivé du F-Series, le L-Series (surnommé gamme Louisville) a remplacé le N-Series et le F-Series robuste. Dans un autre changement, la désignation T-Series autonome pour les camions à essieux en tandem (T-700 et supérieur) a été retirée. Alors que les F-900 et F-1000 ont été abandonnés, le F-800 a été adopté par la gamme moyenne.
En 1973, la gamme moyenne a subi une révision extérieure mineure. Parallèlement à une refonte du lettrage «FORD» sur le capot au-dessus de la calandre, les contours des phares ont été agrandis. Outre une calandre peinte en blanc, les camions à poids moyen étaient proposés avec une calandre chromée.

## Sixième génération (1980-1998)
Pour l'année modèle 1980, le F-Series à poids moyen a subi sa première refonte complète depuis 1967. Comme pour son prédécesseur, la cabine et l'intérieur étaient dérivés des pick-ups F-Series de l'époque, les camions à poids moyen adoptant leur propre châssis, carénage avant, transmission et suspension. La cabine deux portes était standard, avec la cabine multiplace quatre portes offerte en option. La gamme de modèles a été reprise de la génération précédente, avec les F-600, F-700 et F-800 ; le B-Series désignant un châssis de bus à capot. Le F-Series à poids moyen partageait un style extérieur dérivé des plus gros camions L-Series.
Passant de la calandre rectangulaire des F-Series et Ranger à la calandre trapézoïdale des L-Series conventionnels et des CL-Series à cabine sur moteur, les camions F-Series moyens de sixième génération ont adopté une ligne de capot plus haute et plus étroite, nécessitant le retour d'ailes séparées (pour la première fois depuis les camions "Big Job" de 1957). Un capot traditionnel à charnière arrière était standard, mais le capot optionnel inclinable vers l'avant (dans le style des plus gros camions L-Series) l'a rapidement dépassé en popularité. En tant que changement courant en 1983 (pour l'année modèle 1984), le F-Series à poids moyen a remplacé le lettrage "F O R D" par un logo Ovale Bleu de Ford sur la calandre, devenant ainsi le dernier véhicule Ford à l'avoir.
Lors de son lancement, le F-Series à poids moyen était proposé avec deux moteurs essence V8 et deux moteurs diesel V8. Un V8 de 370 pouces cubes était standard, avec un V8 de 429 pouces cubes en option; les deux moteurs étaient des variantes du V8 460 développé pour un usage commercial. Le moteur 429 est devenu un équipement standard en 1991. Lors de son introduction en 1980, l'option diesel standard était un V8 "Fuel Pincher" de 8,2 L de Detroit Diesel (pour les camions F-600 et F-700); le V8 3208 de 10,4 L de Caterpillar a fait un retour (renommant les F-800 en F-8000). En 1985, Ford a introduit des moteurs diesel six cylindres en ligne produits en co-entreprise avec New Holland au Brésil; Des six cylindres en ligne de 6,6 L et 7,8 L ont été progressivement introduits pour remplacer le V8 de Detroit Diesel et le moteur 3208 de Caterpillar. Au lieu d'ajouter un "0" supplémentaire à la désignation du modèle, les versions avec les moteurs de New Holland portaient un badge "Diesel". En 1992, Ford a introduit les moteurs diesel B-Series de 5,9 L et C-Series de 8,3 L de Cummins, progressivement mis en place pour remplacer les moteurs de Ford-New Holland.
Au cours de ses 19 années de production, la sixième génération de F-Series à usage moyen a connu peu de changements en dehors des révisions du groupe motopropulseur. Après le changement de logo en 1984, le F-Series à poids moyen ne connaîtra aucun changement extérieur (à part le badge du moteur) jusqu'en 1995, lorsque le capot inclinable vers l'avant a été standardisé avec un design plus aérodynamique; avec une calandre agrandie, les clignotants ont été déplacés vers l'extérieur des phares. À l'exception de sa colonne de direction, le F-Series à poids moyen a utilisé l'intérieur et le tableau de bord du F-Series de 1980-1986 tout au long de sa production.

## Septième génération (2000-2015)
Pour l'année modèle 2000, Ford a présenté la septième génération de sa gamme de camions à poids moyen. À la suite de la vente des gammes de camions lourds Aeromax/Louisville et Cargo à Freightliner en 1997, ceux-ci sont devenus les plus gros véhicules produits par Ford en Amérique du Nord. À la suite de la division, en 1999, du F-Series en véhicules plus légers et plus lourds, les camions à poids moyen sont devenus une partie de la gamme Super Duty. Dans un autre changement, les camions à poids moyen ont adopté la nomenclature "x50" utilisée par les pick-ups Ford F-Series depuis 1953, sous le nom de F-650 et F-750 Super Duty (le F-800 a été abandonné).
Pour réduire les coûts de développement d'une toute nouvelle gamme de camions, Ford a conclu une co-entreprise avec Navistar International, qui cherchait à développer un remplaçant pour l'International S-Series/4000-Series de longue durée. Nommé Blue Diamond Truck Company LLC, l'accord produirait des camions à poids moyen pour les deux fabricants. Tout en partageant un châssis commun, Navistar et Ford achèteraient leur carrosserie séparément; Navistar produisait ses propres moteurs tandis que Ford utilisait des groupes motopropulseurs standard. En 2000, Ford a présenté le F-650/F-750 Super Duty, tandis qu'International a présenté le 4000-Series (plus tard le DuraStar) en 2002.
Partageant sa cabine avec les F-250 et F-350, les camions Super Duty à poids moyen étaient proposés avec des cabines à deux et quatre portes; pour la première fois, une configuration SuperCab (2+2 portes) a été proposée pour les camions à poids moyen. Encore une fois produit avec des ailes séparées, la seule partie extérieure visible qui était partagée avec la génération précédente était les groupes de phares/clignotants. La conception de la calandre trapézoïdale a été largement adoptée des pick-ups Super Duty, avec deux fentes d'admission verticales bordant une calandre carrée. En 2004, l'extérieur a subi sa seule mise à jour, la calandre a adopté la disposition de "calandre à trois barres" utilisée par les autres véhicules de Ford. En 2012, l'intérieur a subi sa première révision, adoptant la révision introduite pour l'intérieur des pick-ups Super Duty de 2011.

### Groupe motopropulseur
À son lancement, les F-650 et F-750 étaient disponibles avec le six cylindres en ligne 3126 de 7,2 L de Caterpillar (remplacé par le moteur C7), le six cylindres en ligne ISB de 5,9 L de Cummins et le V8 PowerStroke de 6,0 L de Ford. Pour l'année modèle 2010, Caterpillar a quitté le marché des moteurs diesel routiers, laissant Cummins comme seul choix de moteur diesel. Étendu à 6,7 litres en 2007, le moteur diesel de Cummins est livré avec 8 puissances en chevaux standard et optionnelle, et deux cotes professionnelles.
En 2012, Ford a introduit des moteurs essence et à gaz (propane) pour les camions à poids moyen. Le V10 Triton de 6,8 L produit 362 chevaux (270 kW) et un couple de 620 N⋅m et il est couplé à la boîte manuelle TTC Spicer ES56-7B à 7 vitesses.
| Moteur                                                    | Cylindrée                     | Alésage x course                                 | Puissance par tr/min | Couple par tr/min       | Ligne rouge |
| --------------------------------------------------------- | ----------------------------- | ------------------------------------------------ | -------------------- | ----------------------- | ----------- |
| Six cylindres en ligne 3126/C7 de Caterpillar (2000-2009) | 441 pouces cubes (7,2 litres) | 4,33 pouces x 5,00 pouces (110 mm x 127 mm)      | 323 à 2200 tr/min    | 772 N⋅m à 1440 tr/min   | 2500 tr/min |
| Six cylindres en ligne 3126/C7 de Caterpillar (2000-2009) | 441 pouces cubes (7,2 litres) | 4,33 pouces x 5,00 pouces (110 mm x 127 mm)      | 325 à 2200 tr/min    | 786 N⋅m à 1440 tr/min   | 2500 tr/min |
| Six cylindres en ligne 3126/C7 de Caterpillar (2000-2009) | 441 pouces cubes (7,2 litres) | 4,33 pouces x 5,00 pouces (110 mm x 127 mm)      | 329 à 2200 tr/min    | 840 N⋅m à 1440 tr/min   | 2500 tr/min |
| Six cylindres en ligne 3126/C7 de Caterpillar (2000-2009) | 441 pouces cubes (7,2 litres) | 4,33 pouces x 5,00 pouces (110 mm x 127 mm)      | 332 à 2400 tr/min    | 786 N⋅m à 1440 tr/min   | 2500 tr/min |
| Six cylindres en ligne 3126/C7 de Caterpillar (2000-2009) | 441 pouces cubes (7,2 litres) | 4,33 pouces x 5,00 pouces (110 mm x 127 mm)      | 338 à 2200 tr/min    | 840 N⋅m à 1440 tr/min   | 2500 tr/min |
| Six cylindres en ligne 3126/C7 de Caterpillar (2000-2009) | 441 pouces cubes (7,2 litres) | 4,33 pouces x 5,00 pouces (110 mm x 127 mm)      | 342 à 2400 tr/min    | 894 N⋅m à 1440 tr/min   | 2400 tr/min |
| Six cylindres en ligne 3126/C7 de Caterpillar (2000-2009) | 441 pouces cubes (7,2 litres) | 4,33 pouces x 5,00 pouces (110 mm x 127 mm)      | 346 à 2200 tr/min    | 894 N⋅m à 1440 tr/min   | 2400 tr/min |
| Six cylindres en ligne 3126/C7 de Caterpillar (2000-2009) | 441 pouces cubes (7,2 litres) | 4,33 pouces x 5,00 pouces (110 mm x 127 mm)      | 351 à 2200 tr/min    | 1 084 N⋅m à 1440 tr/min | 2400 tr/min |
| Six cylindres en ligne 3126/C7 de Caterpillar (2000-2009) | 441 pouces cubes (7,2 litres) | 4,33 pouces x 5,00 pouces (110 mm x 127 mm)      | 357 à 2200 tr/min    | 1 084 N⋅m à 1440 tr/min | 2400 tr/min |
| Six cylindres en ligne 3126/C7 de Caterpillar (2000-2009) | 441 pouces cubes (7,2 litres) | 4,33 pouces x 5,00 pouces (110 mm x 127 mm)      | 362 à 2200 tr/min    | 1 166 N⋅m à 1440 tr/min | 2400 tr/min |
| Six cylindres en ligne ISB de Cummins (2007–2015)         | 409 pouces cubes (6,7 litres) | 4,21 pouces x 4,88 pouces (107 mm x 124 mm)      | 220 à 2300 tr/min    | 705 N⋅m à 1600 tr/min   | 2600 tr/min |
| Six cylindres en ligne ISB de Cummins (2007–2015)         | 409 pouces cubes (6,7 litres) | 4,21 pouces x 4,88 pouces (107 mm x 124 mm)      | 220 à 2300 tr/min    | 705 N⋅m à 1600 tr/min   | 2600 tr/min |
| Six cylindres en ligne ISB de Cummins (2007–2015)         | 409 pouces cubes (6,7 litres) | 4,21 pouces x 4,88 pouces (107 mm x 124 mm)      | 240 à 2300 tr/min    | 759 N⋅m à 1600 tr/min   | 2600 tr/min |
| Six cylindres en ligne ISB de Cummins (2007–2015)         | 409 pouces cubes (6,7 litres) | 4,21 pouces x 4,88 pouces (107 mm x 124 mm)      | 250 à 2300 tr/min    | 894 N⋅m à 1600 tr/min   | 2600 tr/min |
| Six cylindres en ligne ISB de Cummins (2007–2015)         | 409 pouces cubes (6,7 litres) | 4,21 pouces x 4,88 pouces (107 mm x 124 mm)      | 260 à 2300 tr/min    | 894 N⋅m à 1600 tr/min   | 2600 tr/min |
| Six cylindres en ligne ISB de Cummins (2007–2015)         | 409 pouces cubes (6,7 litres) | 4,21 pouces x 4,88 pouces (107 mm x 124 mm)      | 280 à 2300 tr/min    | 894 N⋅m à 1600 tr/min   | 2600 tr/min |
| Six cylindres en ligne ISB de Cummins (2007–2015)         | 409 pouces cubes (6,7 litres) | 4,21 pouces x 4,88 pouces (107 mm x 124 mm)      | 300 à 2600 tr/min    | 894 N⋅m à 1600 tr/min   | 2600 tr/min |
| Six cylindres en ligne ISB de Cummins (2007–2015)         | 409 pouces cubes (6,7 litres) | 4,21 pouces x 4,88 pouces (107 mm x 124 mm)      | 325 à 2600 tr/min    | 1 016 N⋅m à 1800 tr/min | 2600 tr/min |
| Six cylindres en ligne ISB de Cummins (2007–2015)         | 409 pouces cubes (6,7 litres) | 4,21 pouces x 4,88 pouces (107 mm x 124 mm)      | 340 à 2600 tr/min    | 894 N⋅m à 1800 tr/min   | 2600 tr/min |
| Six cylindres en ligne ISB de Cummins (2007–2015)         | 409 pouces cubes (6,7 litres) | 4,21 pouces x 4,88 pouces (107 mm x 124 mm)      | 360 à 2600 tr/min    | 1 084 N⋅m à 1800 tr/min | 2600 tr/min |
| V10 Modular de Ford                                       | 413 pouces cubes (6,8 litres) | 3,552 pouces x 4,165 pouces (90,2 mm x 105,8 mm) | 362 à 4750 tr/min    | 619 N⋅m à 3250 tr/min   | 5000 tr/min |

## Huitième génération (2016-aujourd'hui)
Pour l'année modèle 2016, Ford a présenté une huitième génération de sa gamme de camions à poids moyen. À la suite de la dissolution, en 2015, de la coentreprise Blue Diamond Truck, Ford a transféré la production des camions à poids moyen depuis le Mexique vers son usine d'assemblage d'Avon Lake, dans l'Ohio, aux côtés des châssis de fourgons en coupe du E-Series et des châssis dépouillés de camping-car/commercial du F-53/F-59. Comme auparavant, les F-650 et F-750 font leur retour, s'étendant dans la gamme de catégorie 7.
Partageant sa cabine avec la génération précédente, la huitième génération abandonne le châssis partagé avec Blue Diamond pour un tout nouveau châssis développé par Ford; la conception d'une cabine reportée a été largement choisie pour répondre aux besoins des carrossiers. Dans un autre changement, les groupes motopropulseurs standard ont été remplacés par des moteurs et des transmissions produits par Ford. En remplacement du moteur diesel de Cummins, les camions à poids moyen adoptent le V8 Power Stroke de 6,7 L des pick-ups F-250/F-350 Super Duty. Le moteur essence V10 Triton de 6,8 L fait son retour, avec une option de conversion au propane ou au gaz naturel comprimé (GNC). La transmission automatique 6R140 à 6 vitesses est la seule transmission pour les deux moteurs; aucune transmission manuelle n'est offerte.
Comme auparavant, la gamme moyenne est proposée dans des configurations de cabine deux portes, quatre portes et SuperCab (2+2 portes). Les ailes et le capot sont légèrement révisés; la calandre standard de style "grillagée" abandonne la configuration à trois barres, centrant le seulement le logo Ovale Bleu de Ford. La gamme de modèles partage ses phares avec le Ford E-Series et les évents de capot avec le Ford Super Duty de 2011-2016.
Pour la production de 2021, le V10 a été remplacé par un V8 de 7,3 L, associé à une transmission automatique à 6 vitesses. Ford a réintroduit le F-600; une version plus résistante du F-550, le F-600 est équipé du châssis et du groupe motopropulseur du F-650 à poids moyen tout en utilisant la structure de cabine en aluminium du F-250/F-550.